# Décès en mai 1998
Décès
- 1994
- 1995
- 1996
- 1997
- 1998
- 1999
- 2000
- 2001
- 2002

Pour une information complémentaire, voir la page d'aide.

| Date    | Nom                        | Activités                                                                                              | Âge | Source           |
| ------- | -------------------------- | --- | --- | ---------------- |
| 1er mai | Wes Christensen            | acteur américain                                                                                       | 88  |                  |
| 1er mai | Eldridge Cleaver           | dirigeant des Black Panthers                                                                           | 62  |                  |
| 1er mai | André Collette             | administrateur québécois                                                                               | 73  |                  |
| 1er mai | Beryl Potter               | militante sociale canadienne                                                                           | ?   |                  |
| 1er mai | Denise Roussel             | psychologue québécoise                                                                                 | 64  |                  |
| 2 mai   | Pierre Fourcaud            | résistant français, Compagnon de la Libération                                                         | 100 |                  |
| 2 mai   | Natascha Gelman            | philanthrope mexicaine                                                                                 | 86  |                  |
| 2 mai   | Matsumoto "Hide" Hideto    | guitariste et chanteur de X , visual-kei                                                               | 33  |                  |
| 2 mai   | Miles Wells Kirkpatrick    | avocat américain                                                                                       | 79  |                  |
| 2 mai   | Renée Pierre-Gosset        | journaliste française                                                                                  | 79  |                  |
| 2 mai   | Gene Raymond               | acteur américain                                                                                       | 89  |                  |
| 2 mai   | Eva Rolf                   | danseuse américaine                                                                                    | ?   |                  |
| 2 mai   | Carey Wilber               | scénariste américain                                                                                   | 67  |                  |
| 3 mai   | René Acht                  | peintre et graphiste suisse                                                                            | 78  |                  |
| 3 mai   | Erich Bergel               | chef d'orchestre roumain naturalisé allemand                                                           | 67  |                  |
| 3 mai   | Otto Bettmann              | fondateur de la Bettmann Archive, célèbre collection de photographies historiques du XXe siècle.       | 94  |                  |
| 3 mai   | Aris Fakinos               | écrivain grec                                                                                          | 63  |                  |
| 3 mai   | Justin Fashanu             | footballeur britannique                                                                                | 37  |                  |
| 3 mai   | Bernard Gagnebin           | homme de lettres, historien et universitaire suisse                                                    | 72  |                  |
| 3 mai   | Raimund Harmstorf          | acteur allemand                                                                                        | 57  |                  |
| 3 mai   | Loren MacIver              | peintre américaine                                                                                     | 89  |                  |
| 3 mai   | René Mugica                | acteur argentin                                                                                        | 88  |                  |
| 3 mai   | Nikolaï Onoptchenko        | aviateur soviétique puis russe                                                                         | 67  |                  |
| 3 mai   | René Rebibo                | footballeur français                                                                                   | 80  |                  |
| 3 mai   | Gujko Suska                | homme politique croate                                                                                 | 53  |                  |
| 3 mai   | Xue Yue                    | militaire chinois                                                                                      | 101 |                  |
| 4 mai   | Alfred William Carrothers  | juriste canadien                                                                                       | 73  |                  |
| 4 mai   | Alois Estermann            | soldat suisse                                                                                          | 44  |                  |
| 4 mai   | Jacques Freymond           | chroniqueur suisse                                                                                     | 86  |                  |
| 4 mai   | Tommy McCook               | Saxophoniste (ténor, alto) et flûtiste, compositeur et arrangeur jamaïcain                             | 71  |                  |
| 4 mai   | Nicolo Rode                | skipper italien                                                                                        | ?   |                  |
| 5 mai   | Guy Bigot                  | peintre français                                                                                       | 80  |                  |
| 5 mai   | Ton Bruynèl                | compositeur néerlandais                                                                                | 64  | (nl)             |
| 5 mai   | Juan Gimeno                | coureur cycliste espagnol                                                                              | 84  |                  |
| 5 mai   | Syd Lawrence               | chef d'orchestre britannique                                                                           | 74  |                  |
| 5 mai   | Frithjof Schuon            | philosophe suisse                                                                                      | ?   |                  |
| 5 mai   | Paul Seymour               | joueur et entraîneur américain de basket-ball                                                          | 69  |                  |
| 6 mai   | Chatichai Choonhavan       | premier ministre de la Thaïlande                                                                       | 76  |                  |
| 6 mai   | Juan Antonio García Díez   | homme politique espagnol                                                                               | ?   |                  |
| 6 mai   | Arvid Laurid               | skipper suédois, médaillé d'argent aux jeux olympiques d'été de Berlin en 1936                         | ?   |                  |
| 6 mai   | Erich Mende                | homme politique allemand                                                                               | 81  |                  |
| 6 mai   | Basil Zarov                | photographe québécois                                                                                  | ?   |                  |
| 7 mai   | Louisa Dupont Barker       | chanteuse de blues américaine                                                                          | 84  |                  |
| 7 mai   | Allan McLeod Cormack       | physicien sud-africain devenu américain, prix Nobel de médecine et de physiologie 1979                 | 74  |                  |
| 7 mai   | István Hasznos             | joueur de water-polo hongrois, médaillé d'or des Jeux olympiques de Helsinki                           | ?   |                  |
| 7 mai   | William Louther            | chorégraphe américain                                                                                  | 56  |                  |
| 7 mai   | Marie-Madeleine Martin     | historienne française                                                                                  | 83  |                  |
| 7 mai   | Eddie Rabbitt              | chanteur de musique country américain                                                                  | 56  |                  |
| 8 mai   | Pierre-Laurent Brenot      | affichiste français                                                                                    | 74  |                  |
| 8 mai   | Jacques Dumesnil           | comédien français                                                                                      | 94  |                  |
| 8 mai   | Johannes Kotkas            | lutteur gréco-romain soviétique, médaillé d'or des Jeux olympiques de Helsinki                         | ?   |                  |
| 8 mai   | Marie-Michèle Lebret       | directrice du secrétariat général de l'enseignement catholique de 1972 à 1995                          | 64  |                  |
| 8 mai   | Jennings Randolph          | homme politique américain                                                                              | 96  |                  |
| 8 mai   | Charles Gregory Rebozo     | homme d'affaires américain                                                                             | 85  |                  |
| 8 mai   | Mgr Paul Touchette         | évêque québécois                                                                                       | 88  |                  |
| 9 mai   | François Chantenay         | administrateur français                                                                                | 58  |                  |
| 9 mai   | Bernard Dwork              | mathématicien américain                                                                                | 74  |                  |
| 9 mai   | Alice Faye                 | actrice américaine                                                                                     | 83  |                  |
| 9 mai   | Jean Guéguen               | coureur cycliste français                                                                              | 74  |                  |
| 9 mai   | Rudolf Ismayr              | haltérophile allemand, médaillé d'or aux jeux olympiques de Los Angeles de 1932                        | 89  |                  |
| 9 mai   | Victor Janton              | homme politique français                                                                               | 92  |                  |
| 9 mai   | Talal Mahmood              | chanteur indien                                                                                        | 74  |                  |
| 9 mai   | Tom Neville                | joueur de football américain                                                                           | 36  |                  |
| 9 mai   | Nat Perrin                 | scénariste américain                                                                                   | 93  |                  |
| 9 mai   | Robert Savage              | paléontologue irlandais                                                                                | ?   |                  |
| 10 mai  | Lester Butler              | chanteur et harmoniciste américain                                                                     | 38  |                  |
| 10 mai  | Georges Lambert            | peintre, graveur et illustrateur français                                                              | 78  |                  |
| 10 mai  | José Francisco Pena Gomez  | homme politique dominicain                                                                             | 61  |                  |
| 10 mai  | Cesare Perdisa             | pilote automobile italien                                                                              | 65  |                  |
| 10 mai  | Ronald Lee Ridenhour       | journaliste américain                                                                                  | 52  |                  |
| 10 mai  | Clara Rockmore             | instrumentiste virtuose du thérémine                                                                   | 87  |                  |
| 10 mai  | Mordkhè Shtrigler          | poète polonais                                                                                         | 74  |                  |
| 11 mai  | Willy Corsari              | écrivain néerlandais                                                                                   | 100 |                  |
| 11 mai  | Guy Debeyre                | homme politique français                                                                               | 86  |                  |
| 11 mai  | Ernst Ising                | physicien allemand                                                                                     | 98  |                  |
| 11 mai  | Fernando Ladanzal          | général colombien                                                                                      | 69  |                  |
| 11 mai  | Helene McCarthy            | actrice britannique                                                                                    | 89  |                  |
| 11 mai  | Michel Moutel              | théologien français                                                                                    | 60  |                  |
| 11 mai  | Gene Fowler Jr.            | réalisateur et monteur américain, Oscar du meilleur montage en 1963                                    | 80  |                  |
| 12 mai  | Julio Le Riverend Brussone | historien cubain                                                                                       | 86  |                  |
| 12 mai  | John Derek                 | réalisateur américain                                                                                  | 71  |                  |
| 12 mai  | Max Heilbronn              | dirigeant de la Résistance française                                                                   | 95  |                  |
| 12 mai  | Hermann Lenz               | écrivain allemand                                                                                      | 85  |                  |
| 13 mai  | Lido Albanesi              | Footballeur franco-italien.                                                                            | 76  |                  |
| 13 mai  | Dorothy Babbs              | danseuse américaine                                                                                    | 71  |                  |
| 13 mai  | William D. Tasker Jr.      | compositeur américain                                                                                  | 54  |                  |
| 13 mai  | Chantal Mauduit            | alpiniste française                                                                                    | 34  |                  |
| 13 mai  | Webster Philips            | maquilleur américain                                                                                   | 83  |                  |
| 13 mai  | Frank Ragano               | avocat américain                                                                                       | 74  |                  |
| 14 mai  | Tom D'Andrea               | acteur américain                                                                                       | 88  |                  |
| 14 mai  | Marjory Stoneman Douglas   | environnementaliste américaine                                                                         | 108 |                  |
| 14 mai  | Geoffrey Kendall           | acteur britannique                                                                                     | 88  |                  |
| 14 mai  | Paul Leyhausen             | éthologue allemand                                                                                     | 81  |                  |
| 14 mai  | Karl Schmid                | rameur allemand                                                                                        | ?   |                  |
| 14 mai  | Frank Sinatra              | acteur et chanteur américain                                                                           | 82  |                  |
| 14 mai  | Gilles Vallée              | galeriste français                                                                                     | 87  |                  |
| 14 mai  | Jade Wilson                | joueuse de squash néo-zélandaise                                                                       | 21  |                  |
| 15 mai  | Abdelhamid Ababsa          | auteur-compositeur-interprète algérien                                                                 | 79  |                  |
| 15 mai  | Jean-Marie Cieleska        | coureur cycliste français                                                                              | 70  |                  |
| 15 mai  | Marie-Madeleine Gauthier   | historienne française                                                                                  | ?   |                  |
| 15 mai  | Jean Hamelin               | historien québécois                                                                                    | 66  |                  |
| 15 mai  | John Hawkes                | écrivain américain                                                                                     | 72  |                  |
| 15 mai  | Richard Jaeger             | homme politique allemand                                                                               | 85  |                  |
| 15 mai  | Serge Lesage               | prêtre français                                                                                        | 71  |                  |
| 15 mai  | Earl Manigault             | basketteur américain                                                                                   | 53  |                  |
| 15 mai  | Philippe Mazellier         | journaliste tahitien                                                                                   | 69  |                  |
| 15 mai  | Henry Tanner               | journaliste français                                                                                   | 79  |                  |
| 15 mai  | Lorne Welch                | pilote britannique                                                                                     | 81  |                  |
| 15 mai  | Gösta Werner               | cinéaste suédois                                                                                       | ?   |                  |
| 16 mai  | Claude Backvis             | philologue belge                                                                                       | 88  |                  |
| 16 mai  | Pierre Cardinal            | réalisateur français                                                                                   | 74  |                  |
| 16 mai  | Lisa Coole                 | nageuse américaine                                                                                     | 23  |                  |
| 16 mai  | Chantal Mauduit            | alpiniste française                                                                                    | 36  |                  |
| 16 mai  | Jim McNeill                | journaliste canadien                                                                                   | 62  |                  |
| 16 mai  | Seth Sendashonga           | homme politique rwandais                                                                               | 46  |                  |
| 16 mai  | Phillip Barry jr.          | producteur américain                                                                                   | 74  |                  |
| 17 mai  | Ivan Butler                | acteur et écrivain britannique                                                                         | 89  |                  |
| 17 mai  | Hubert Kinsman Cudlipp     | homme de presse britannique                                                                            | ?   |                  |
| 17 mai  | Nina Dorliak               | soprano russe                                                                                          | 90  |                  |
| 17 mai  | Thomas G. Dummer           | ostéopathe anglais                                                                                     | 82  |                  |
| 17 mai  | Frederick Gerson           | éducateur canadien                                                                                     | 67  |                  |
| 18 mai  | David Bailey               | éditeur canadien                                                                                       | 47  |                  |
| 18 mai  | Roy Evans                  | joueur de tennis de table britannique                                                                  | 88  |                  |
| 18 mai  | Marie-Thérèse Gauthier     | radiologue québécoise                                                                                  | 80  |                  |
| 18 mai  | John Hawkes                | écrivain américain                                                                                     | 72  |                  |
| 18 mai  | Enid Mrax                  | peintre britannique                                                                                    | 95  |                  |
| 18 mai  | Mohamed Naoui              | Footballeur, entraîneur et sélectionneur marocain.                                                     | 79  |                  |
| 19 mai  | Edwin Astley               | compositeur britannique                                                                                | 76  |                  |
| 19 mai  | Dorothy Donegan            | pianiste de jazz américaine                                                                            | 76  |                  |
| 19 mai  | Gilles Sautter             | africaniste français                                                                                   | ?   |                  |
| 19 mai  | Kokichi Takada             | acteur japonais                                                                                        | 86  |                  |
| 19 mai  | Sosuke Uno                 | premier ministre japonais en 1989                                                                      | 75  |                  |
| 20 mai  | Santiago Alvarez           | documentariste cubain                                                                                  | 79  |                  |
| 20 mai  | Linwood Dunn               | directeur de la photographie américain                                                                 | 94  |                  |
| 20 mai  | Ricardo Franco             | cinéaste espagnol                                                                                      | 48  |                  |
| 20 mai  | Jacob Katz                 | historien et essayiste israélien                                                                       | 93  |                  |
| 20 mai  | Wolf Mankowitz             | scénariste britannique                                                                                 | 73  |                  |
| 20 mai  | Ernest Sarracino           | acteur américain                                                                                       | 83  |                  |
| 21 mai  | Erik Bladström             | canoëiste suédois                                                                                      | ?   |                  |
| 21 mai  | Pedro Escartín             | footballeur espagnol                                                                                   | 95  |                  |
| 21 mai  | Jessy Euclide              | judoka français                                                                                        | 23  |                  |
| 21 mai  | Douglas Fowley             | acteur, réalisateur et producteur américain                                                            | 86  |                  |
| 21 mai  | Robert Gist                | réalisateur américain                                                                                  | 73  |                  |
| 21 mai  | Antoine Lepeltier          | homme politique français                                                                               | 65  |                  |
| 21 mai  | Lionel Lester              | distributeur de films canadien                                                                         | 75  |                  |
| 21 mai  | Alfredo Yabrán             | homme d'affaires argentin                                                                              | 53  |                  |
| 22 mai  | John Derek                 | acteur, réalisateur et photographe américain                                                           | 71  |                  |
| 22 mai  | Royce Kendall              | chanteur country américain                                                                             | 63  |                  |
| 22 mai  | Francisco Lucas Pires      | homme politique portugais                                                                              | 53  |                  |
| 23 mai  | Ebbe Rode                  | acteur danois                                                                                          | 87  |                  |
| 23 mai  | Telford Taylor             | avocat américain                                                                                       | 89  |                  |
| 24 mai  | Dudley Broussard           | musicien louisianais de zydéco                                                                         | 81  |                  |
| 25 mai  | Andreï Khokhriakov         | botaniste soviétique et russe spécialiste de géobotanique                                              | 64  |                  |
| 25 mai  | Kamé Samuel                | homme politique camerounais                                                                            | 71  | [réf. souhaitée] |
| 25 mai  | Todd Witsken               | joueur de tennis américain                                                                             | 33  |                  |
| 25 mai  | José Pedraza Zúñiga        | marcheur mexicain                                                                                      | 61  |                  |
| 26 mai  | René Bride                 | maire de Reims du 9 mai 1953 au 21 janvier 1957 et conseiller général de 1949 à 1955 et de 1961 à 1973 | 91  |                  |
| 26 mai  | Sauveur Casanova           | évêque catholique français, évêque d'Ajaccio de 1987 à 1995                                            | 79  |                  |
| 27 mai  | Kendall O'Connor           | animateur, artiste de layout, imagineer et directeur artistique américain                              | 89  |                  |
| 27 mai  | Pierre Rinaldi             | homme politique français, membre du RPR                                                                | 63  |                  |
| 28 mai  | Jean-Pierre Granval        | comédien français                                                                                      | 74  |                  |
| 28 mai  | Phil Hartman               | acteur, humoriste et scénariste canadien                                                               | 49  |                  |
| 28 mai  | Lana Morris                | actrice anglaise                                                                                       | 58  |                  |
| 28 mai  | Giovanni Valetti           | coureur cycliste italien                                                                               | 84  |                  |
| 29 mai  | Barry Goldwater            | homme politique américain                                                                              | 89  |                  |
| 29 mai  | Philip O'Connor            | écrivain et poète surréaliste de langue anglaise                                                       | 81  |                  |
| 30 mai  | Jan Pickard                | joueur de rugby sud-africain                                                                           | 70  |                  |
| 31 mai  | Louis Bour                 | homme politique français, membre fondateur des Restos du cœur                                          | 89  |                  |
| 31 mai  | Jean Daujat                | philosophe français                                                                                    | 91  |                  |
| 31 mai  | Lotti Huber                | actrice allemande, chanteuse, danseuse, écrivaine et artiste d'avant-garde                             | 85  |                  |
| 31 mai  | Boubekeur Makhoukh         | dramaturge, comédien et metteur en scène algérien                                                      | 44  |                  |